# 리드믹
리드믹 차트(Rhythmic Airplay로도 불리며, 이전에는 Rhythmic Songs, Rhythmic Top 40, CHR/Rhythmic으로 명명됨)는 《빌보드》 잡지에서 매주 발행하는 방송 차트이다.
이 차트는 미국의 리드믹 라디오 방송국에서 재생되는 노래의 방송 횟수를 추적·측정하며, 이 방송국들의 재생 목록에는 주로 히트 지향적인 알앤비/힙합, 리드믹 팝, 일부 댄스 곡이 포함된다. Nielsen Audio는 이 포맷을 ‘리드믹 컨템퍼러리 히트 라디오’라고 부르기도 한다.